# آنتونیو اوردیناران
آنتونیو اوردیناران (انگلیسی: Antonio Urdinarán; ۳۰ اکتبر ۱۸۹۸ – ۸ ژوئن ۱۹۶۱) بازیکن فوتبال اهل اروگوئه بود.
از باشگاه‌هایی که در آن بازی کرده‌است می‌توان به باشگاه ورزشی دفنسور و باشگاه فوتبال ناسیونال اروگوئه اشاره کرد.